# Emīls Dārziņš
Emīls Dārziņš (né le 3 novembre 1875 à Jaunpiebalga et mort le 3 août 1910 à Riga) est un pianiste, critique musical et compositeur letton. Dārziņš a écrit principalement de la musique vocale mais aussi de la musique instrumentale, bien qu’une seule œuvre instrumentale nous soit parvenue. Sa musique est de type romantique et marquée par l’emploi de thèmes nationaux. Dārziņš fut influencé principalement par Tchaïkovski et Sibelius. Il était membre de la fraternité étudiante Talavija (lv). La Valse mélancolique (1904) de Dārziņš est incluse dans le Canon culturel letton (lv).  

## Biographie
Emīls Dārziņš est né dans une famille d’enseignants ruraux. Ses parents, très mélomanes, ont encouragé la formation musicale de leur fils. Son père, musicien amateur et dirigeant d’une chorale locale, lui a appris à jouer du piano. À l’âge de 3 ans, Emīls Dārziņš est près de perdre la vue à force de lire des partitions. À la même époque, il est diagnostiqué allergique au soleil et doit rester dans une pièce sombre pendant 5 ans. Il reprend une vie normale à 8 ans et peut être scolarisé.
Dārziņš a passé son enfance à la campagne et a fréquenté des écoles locales. Il découvre la musique de Beethoven et Mozart. À l’âge de 16 ans, il s’installe à Riga, continue l’étude de la musique et écrit sa première pièce chorale, Jūs, kalni, jūs, lejas (« vous montagnes, vous prairies »). Cette œuvre reçoit une mention favorable du compositeur Jāzeps Vītols, qui avait été l’élève de Rimsky-Korsakov. La participation de Dārziņš au 4e festival de chanson à Jelgava le renforce dans sa détermination à devenir musicien.
En 1897, il commence ses études au Conservatoire Tchaïkovski de Moscou mais doit quitter l’établissement pour cause de maladie. Il s’inscrit au Conservatoire Rimski-Korsakov de Saint-Pétersbourg, dans la classe d’orgue de Louis Homilius. À partir de 1899, il étudie la composition dans la classe de Rimski-Korsakov. En raison de difficultés financières, il est forcé de donner des cours de musique mais cela ne suffit pas à couvrir ses besoins. Durant l’été, sans avoir terminé ses études, Dārziņš retourne à Riga où il commence à travailler comme critique musical, dirigeant de chorale et enseignant. Travailler pour ma nation et son art – tel sera ma devise !, écrit-il alors.
En novembre 1903, Dārziņš épouse Marija Deidere mais le couple est miné par les difficultés pécuniaires et l’alcoolisme grandissant de Dārziņš, problème apparemment exacerbé par l’hostilité dont font preuve les autres compositeurs russes à l’égard de sa musique.
Au début de 1908, deux pièces instrumentales sont jouées à Riga et sont l’objet de vives critiques de la part du milieu musical. Pāvuls Jurjāns le qualifie de « critique dilettante et vantard » et l'accuse même de plagiat. Dārziņš s’insurge et demande l’opinion indépendante de Glazounov. Celui-ci juge les critiques infondées. Cependant, Jurjāns avait reçu une lettre de Sibelius qui, semble-t-il, appuyait ces critiques. Dārziņš détruit ses œuvres instrumentales. Sa Melanholiskais valsis (« Valse de mélancolie ») sera reconstituée après son décès. À la fin de la même année il commence à travailler sur son seul opéra, Rožainās dienas, qui restera inachevé. Il meurt dans un accident dont les causes n’ont jamais été éclaircies. Il semble qu’il se soit jeté sous un train.
Emīls Dārziņš est enterré au cimetière Mārtiņa kapi d'Āgenskalns.
En 1981, le réalisateur Ansis Epners réalise un film documentaire consacré à Emīls Dārziņš.

## Œuvres
Musique orchestrale
- Melanholiskais valsis (reconstitué après la mort de Dārziņš)

Opéra
- Rožainās dienas (inachevé)

Morceaux pour chant et piano
- Jaunībai texte d'Andrievs Niedra, 1901
- Vēl tu rozes plūc texte de Rūdolfs Blaumanis, 1901
- Kā zagšus texte de Rūdolfs Blaumanis, 1902
- Tevi atstāju texte de Emīlija Gruzīte, 1902
- Mana laime texte de Helgi, 1903
- Tev nosarkst vaigi texte de Jānis Poruks, 1903
- Mātes gars texte de Helgi, 1903
- Sāpju spītes texte de Jānis Poruks, 1904
- Kaut reizi vien texte de Jānis Poruks, 1904
- Teici to stundu, to brīdi texte de Jānis Poruks, 1905
- Kad būs as’ras izraudātas texte de Jānis Poruks, 1905
- Mātes dziesmiņa texte de Jānis Poruks, 1905
- Spāniešu romance texte d'Alexandre Pouchkine, traduit par Vilis Plūdons, 1905
- Rožu pārdevēja texte de Jānis Poruks, 1906
- Aizver actiņas un smaidi texte de Jānis Poruks, 1907
- Rezignācija texte de Vilis Plūdons, 1907
- Pie loga ziemas naktī texte de Jānis Poruks, 1907
- Pazudusi laimīte texte de Zemgaliešu Biruta, 1907
- Suleika texte de Voldemārs Dambergs, 1907

## À noter
À Riga, une école de musique porte son nom.